# 도라 Q 파만
도라 Q 파만(일본어: ドラ・Q・パーマン ドラ・キュー・パーマン[*])은 원작자가 후지코 후지오 이고, 시노다 히데오가 그린 일본의 만화 작품이자 1980년 4월 8일에 방송한 애니메이션 작품이다. 월간 코로코로 코믹의 1979년 8월호에 게재되었다.

## 개요
1979년에 2번째로 애니메이션화되면서 인기가 높아진 도라에몽이 왕년에 인기가 높아진 다른 후지코 후지오 캐릭터와 협연을 한 크로스오버 작품이다. 또한 당시의 월간 코로코로 코믹은 오바케의 Q 타로와 파만을 다시 게제하였다. "열혈! 코로코로 전설 Vol.2"에 재수록되어 2012년 9월에 "후지코 F. 후지오 대전집" 도라에몽 제20권에서 처음으로 단행본화되었다.
저자인 후지코는 이름과 캐릭터의 배치를 담당하고 시노다 히데오가 그렸기 때문에 완전히 시노다 터치가 되고 있다. 시노다는 "후지코 터치로 그리는 것도 가능했으나 후지코 터치로 흉내를 내면 선이 살아나지 않는다."라고 말했다. 당초 후지코는 "각기 다른 세계를 배경으로 하는 작품에 전혀 다른 발상으로 그려졌기 때문에 함께 할 수 없다."라고 말했다.
이 작품은 1980년 4월 8일에 "도라에몽"의 특별 프로 "봄이다! 1등 도라에몽 축제"에서 신에이 동화를 통해서 애니메이션화되었다. 이때 파만 1호의 마스크가 검은색에 가까운 진한 파란색이었다.
애니메이션에서는 파만과 오바Q가 활약하는 장면에서 각각의 구식 주제가가 흐른다. 모두 모노쿠로 시대의 TBS판이다.

## 줄거리
도라에몽, Q 타로, 파만 1 호가 각각의 친구 인 노비타 (도라에몽) 쇼타 (오바Q) 미쓰오토 노 코피 로봇 (파만)에 호감을 보인다. 그리고 그들은 가출을 하고 합류해서 산속에서 야영을 하는데......

## 성우
"파만", "오바Q"와 함께 신에이 버전의 리메이크 이전에 방영한 관계로 구작에 준하여 있음.
- 도라에몽 - 오오야마 노부요
- 노진구 - 오오하라 노리코
- Q 타로 - 호리 준코
- 쇼타 - 오오타 요시코
- O 지로 - 카쓰라 레이코
- 파만 1호 (미쓰오) - 미와 카쓰에[5]
- 파만 2호 (부비) - 오오타케 히로시[5]
- 파만 3호 (파코) - 쿠리 요코